# Edward M. Coffman
Edward M. Coffman (ngày 27 tháng 1 năm 1929 – ngày 16 tháng 9 năm 2020) là nhà sử học quân sự và là giáo sư danh dự của Đại học Wisconsin-Madison.

## Thân thế
Coffman chào đời tại Hopkinsville, Kentucky, và lấy bằng Cử nhân, Thạc sĩ và Tiến sĩ tại Đại học Kentucky. Trong khi là thành viên chưa tốt nghiệp của Quân đoàn Huấn luyện Sĩ quan Dự bị (ROTC), ông còn là thành viên của Hiệp hội Quốc gia về Lính Súng trường Pershing cũng như Scabbard và Blade.

## Binh nghiệp
Ông từng là sĩ quan bộ binh trong Lục quân Mỹ từ năm 1951 đến năm 1953, trú đóng ở Nhật Bản và Hàn Quốc.

## Sự nghiệp học thuật
Ông được mời giảng dạy tại Đại học Tiểu bang Memphis trong hai năm và Đại học Wisconsin–Madison (1961–1992). Ông là trợ lý nghiên cứu của Forrest Pogue trong tập đầu tiên của cuốn tiểu sử viết về Tướng George C. Marshall. Coffman từng dành một năm làm giáo sư thỉnh giảng tại Đại học Tiểu bang Kansas, Học viện Quân sự Hoa Kỳ, Học viện Không quân Hoa Kỳ, Trường Chiến tranh Lục quân và Trường Đại học Tư lệnh và Tham mưu Lục quân Hoa Kỳ.
Coffman từng tham gia ủy ban cố vấn của Câu lạc bộ Sách Lịch sử từ năm 1987. Là thành viên của Hội Lịch sử Quân sự từ năm 1956, ông đã giữ một số chức vụ bao gồm cả chức chủ tịch của hội này. Ông còn phục vụ trong Ủy ban Hồ sơ và Ấn phẩm Lịch sử Quốc gia (1972–76) và cơ quan đoàn thể của Ủy ban Lịch sử Quân đội trong sáu năm và làm chủ nhiệm thêm bốn năm nữa.
Coffman được nhận Học bổng Giảng viên miền Nam và Học bổng Guggenheim. Ông là thành viên của chi hội Phi Beta Kappa nước Anh và Thủ khoa danh dự của Trường Đại học Tư lệnh và Tham mưu Lục quân Hoa Kỳ. Trong những năm qua, Quân đội đã trao tặng cho ông các giải thưởng như Giải thưởng Tư lệnh vì Dịch vụ Công, Giải thưởng Cống hiến Dân sự Xuất chúng và Giải thưởng Cống hiến Dân sự Xuất sắc. Ông được vinh danh là Thủ khoa của Đại học Kentucky và Nghị viện Tiểu bang Wisconsin đã trao cho ông bằng khen vì những đóng góp trong cương vị giáo viên và nhà sử học. Năm 1991, Hội Lịch sử Quân sự đã trao cho ông Giải thưởng Samuel Eliot Morison vì những đóng góp cho lịch sử quân sự, và Giải thưởng Sách hay nhất dành cho The Regulars (Lính Hiện dịch). ABC-CLIO đã trao cho ông Giải thưởng Spencer Tucker vì Thành tích Xuất sắc trong Lĩnh vực Lịch sử Quân sự.
Mối quan tâm nghiên cứu của Coffman là sự tham gia của người Mỹ trong Thế chiến I và lịch sử xã hội của Lục quân Hiện dịch, không chỉ có cán bộ, chiến sĩ mà cả vợ con sống trên các chốt. Ông đã xuất bản nhiều bài báo kể từ năm 1956. Ngoài việc nghiên cứu các tác phẩm học thuật thứ cấp, ông còn phụ thuộc vào các cuốn hồi ký và hồ sơ chưa được xuất bản và đã xuất bản cũng như lịch sử và thư từ truyền miệng, đặc biệt là trong các cuốn sách về Thế chiến I và cuốn sách gần đây nhất của ông về Lục quân Hiện dịch.

## Di sản
Tập tài liệu nghiên cứu của ông đều được quyên góp cho Quỹ George C. Marshall.

## Ấn phẩm
- Edward M. Coffman (1966). The Hilt of the Sword: the Career of Peyton C. March. Madison: University of Wisconsin Press. ISBN 0-299-03910-2.
- Edward M. Coffman (1998). The War To End All Wars: the American military experience in World War I. Oxford University Press, NY (re-printed by the University of Wisconsin Press in 1986, and the University Press of Kentucky in 1998). ISBN 978-0-8131-0955-8. (see Army Quarterly, October 1969, p. 126-7 for review)
- Edward M. Coffman (1986). The Old Army: A Portrait of the American Army in Peacetime, 1784-1898. New York: Oxford University Press. ISBN 0-19-503750-2.
- Edward M. Coffman (2004). The Regulars: the American Army, 1898-1941. Cambridge, MA: Harvard University Press. ISBN 978-0-674-01299-8.
- Edward M. Coffman (2014). The Embattled Past: Reflections on Military History. Lexington, KY: University Press of Kentucky. ISBN 978-0813142661.